# Clypeasteridae
Famille
Les Clypeasteridae sont une famille d'oursins de l'ordre des Clypéastéroïdes (Clypeasteroida).

## Caractéristiques
Les Clypéastéroïdes sont des oursins plats appelés en anglais sand dollar (dollars des sables) du fait de leur ressemblance avec une pièce de 1 dollar canadien (valable surtout pour certaines espèces). On les appelle aussi parfois « oursins-biscuits » (sea biscuits).
Ce sont des oursins irréguliers, qui ont perdu leur forme ronde et leur symétrie radiaire caractéristique au cours de l'évolution : la forme est devenue plate et ovoïdale, allongé dans le sens antéro-postérieur, et l'anus a migré vers un côté du corps pour former un « arrière », opposé à un « avant ». Le disque apical a cependant conservé les 5 gonopores, et la bouche, souvent enfoncée, est entourée d'infundibulum.
Leur test (coquille) est couvert de minuscules radioles (piquants) semblables à des poils. À l'intérieur, la solidité de l'ensemble est assurée par des cloisons et piliers (qui empêchent l'écrasement de l'animal).
Cette famille semble être apparue à la fin de l'Éocène ; ils ont depuis colonisé toutes les principales mers du monde.

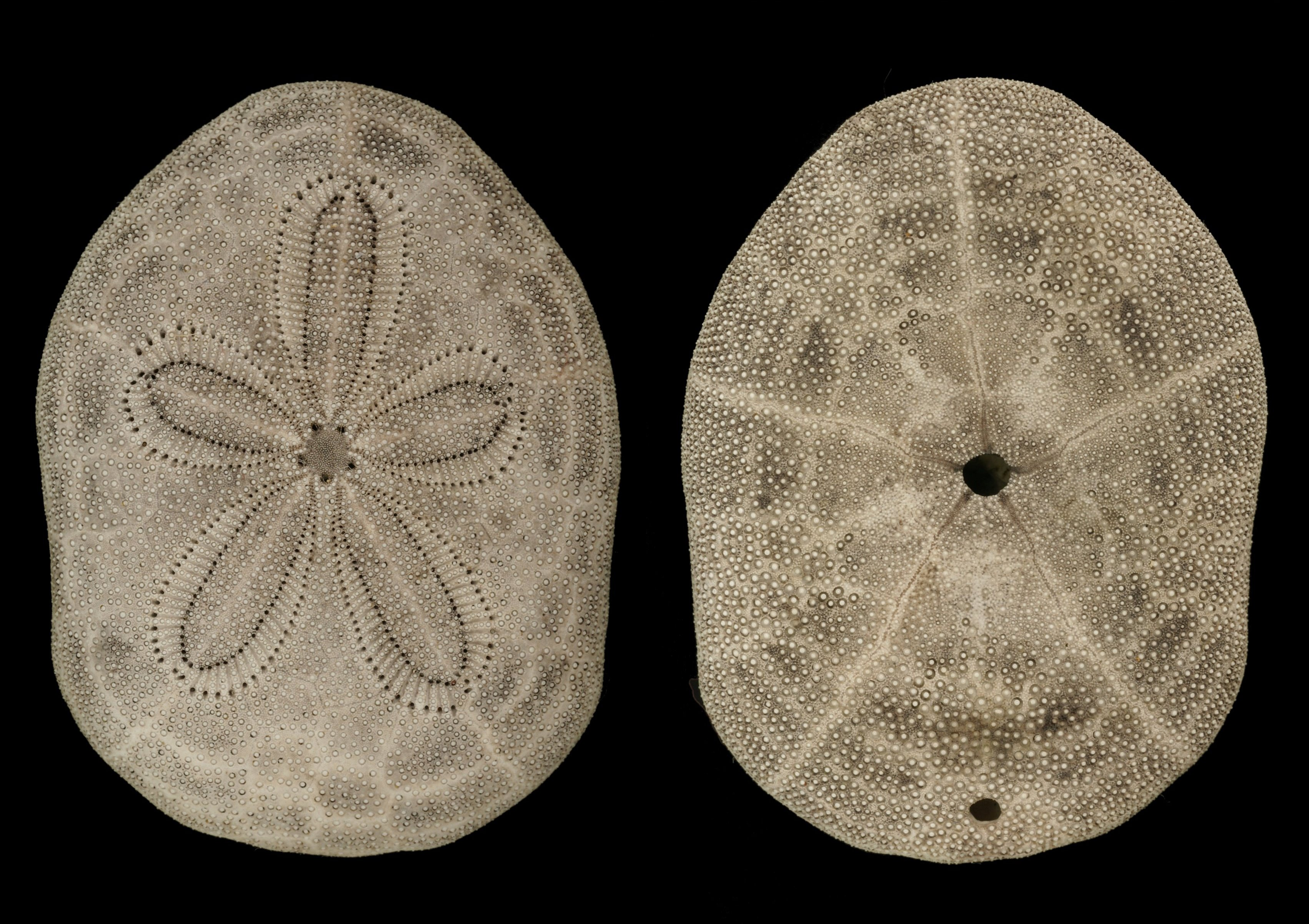
Test de Clypeaster reticulatus (deux faces)
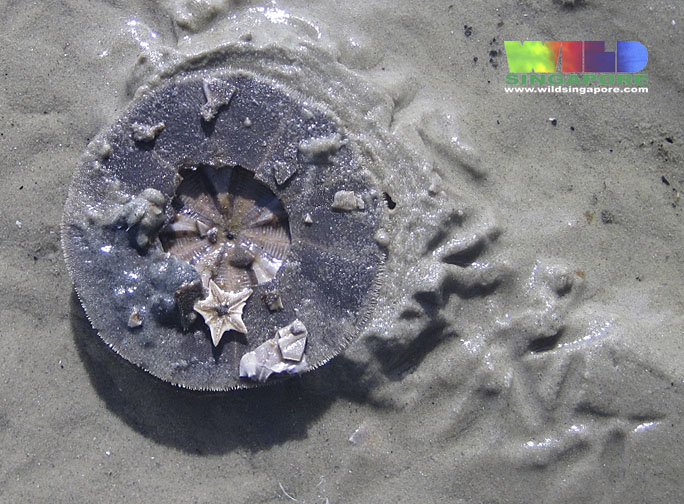
Arachnoides placenta mort, laissant échapper son système masticateur (Lanterne d'Aristote).

## Liste des genres
Selon World Register of Marine Species (16 octobre 2013) :
- Sous-famille Ammotrophinae (Durham, 1955)
  - genre Ammotrophus (H.L. Clark, 1928) -- 3 espèces
  - genre Monostychia (Laube, 1869) †
- Sous-famille Arachnoidinae (Duncan, 1889)
  - genre Arachnoides (Leske, 1778) -- 2 espèces
  - genre Fellaster (Durham, 1955) -- 1 espèce
- Sous-famille Clypeasterinae (L. Agassiz, 1835)
  - genre Clypeaster (Lamarck, 1801) -- 41 espèces (+81 éteintes)

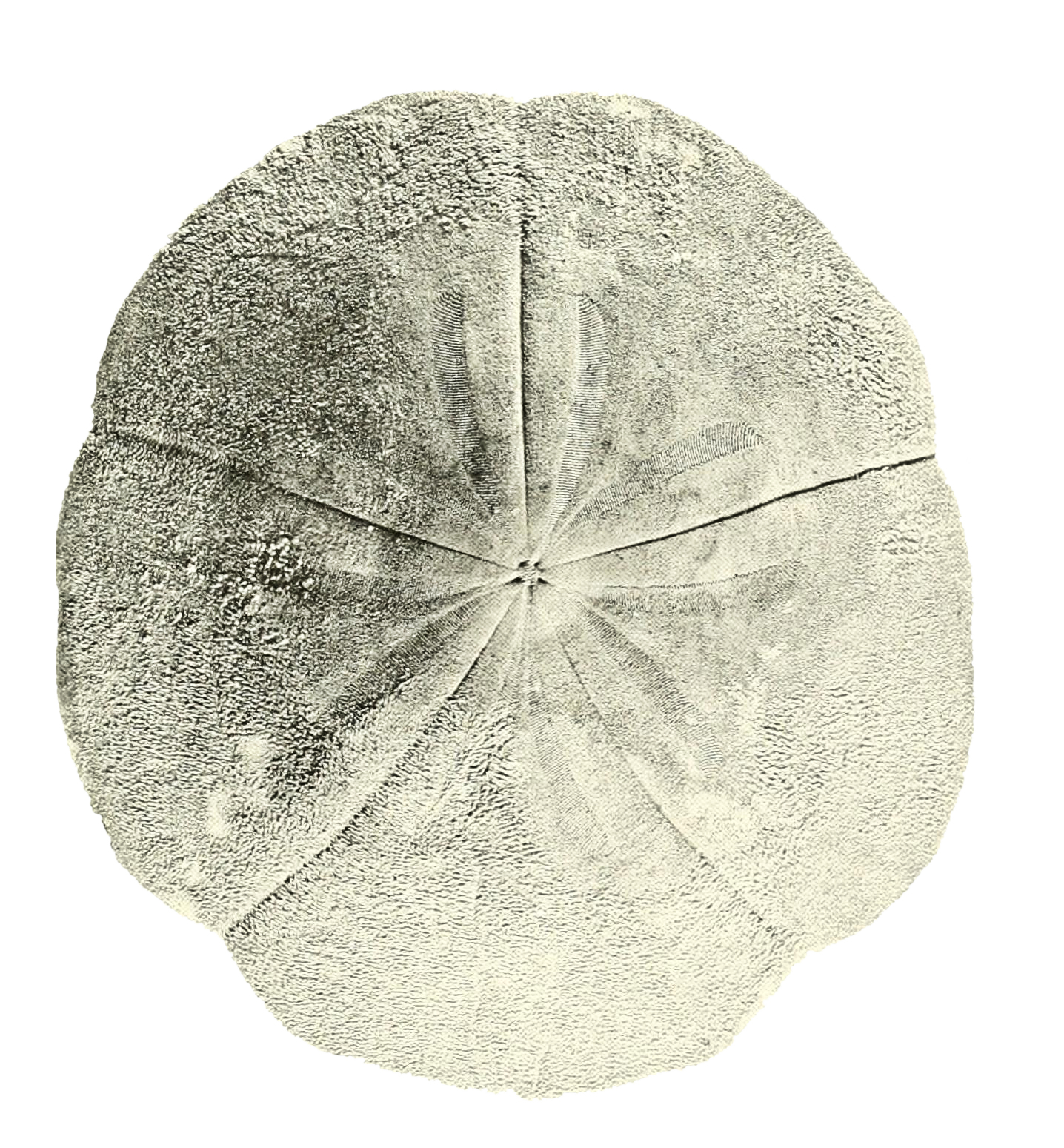
Ammotrophus arachnoides
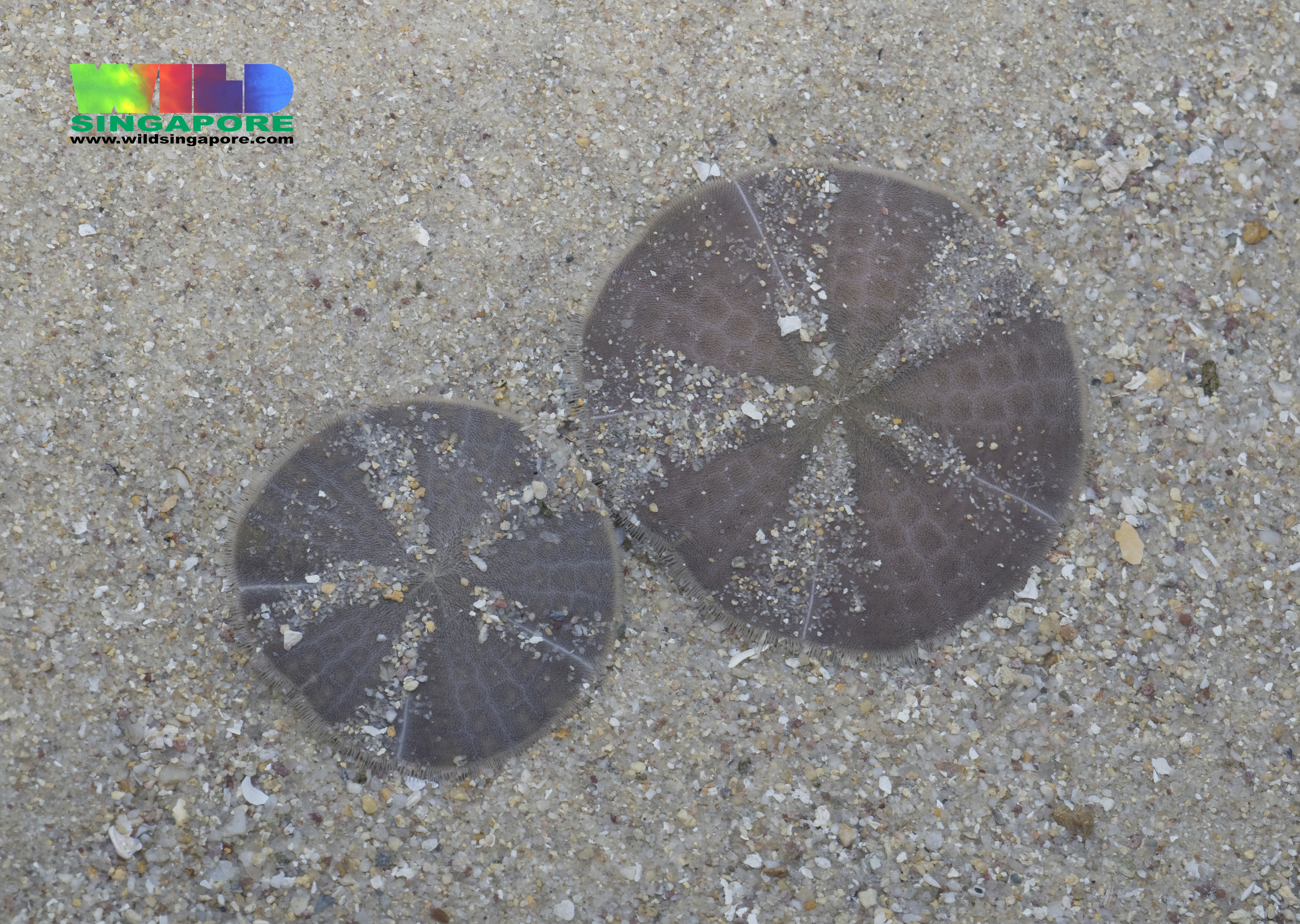
Arachnoides placenta
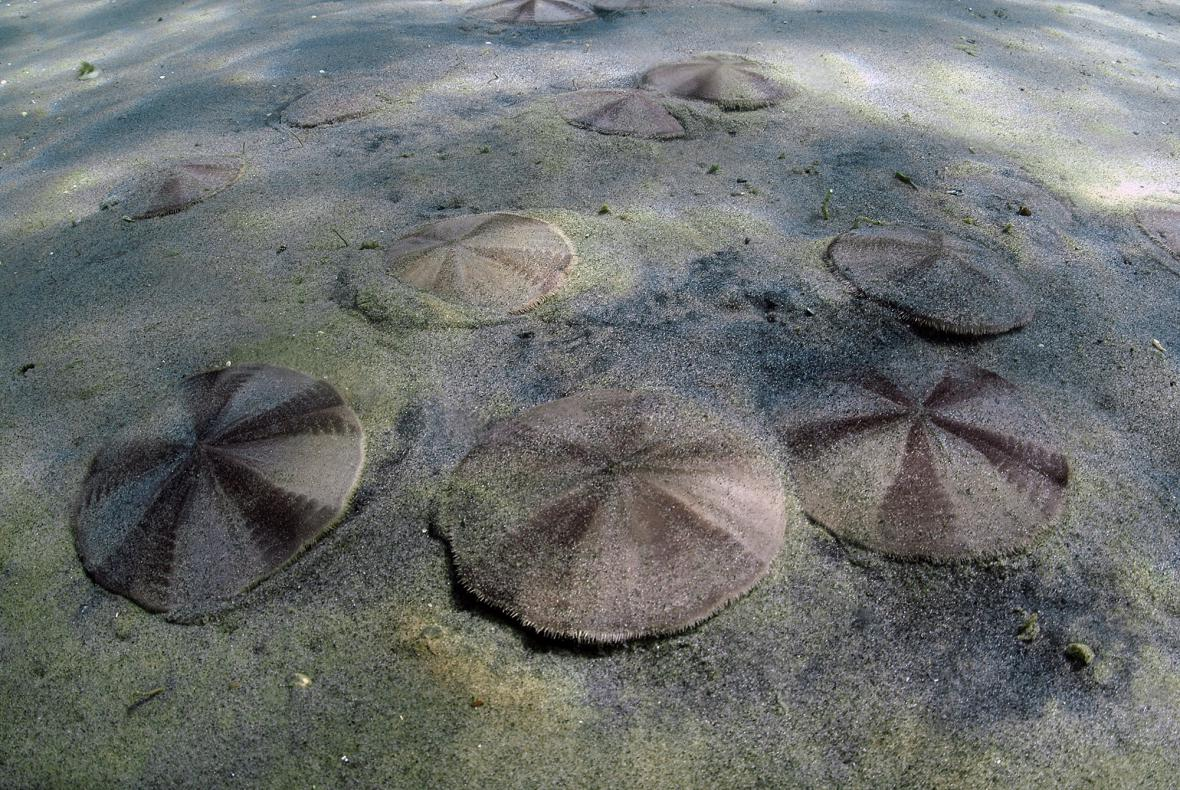
Fellaster zelandiae
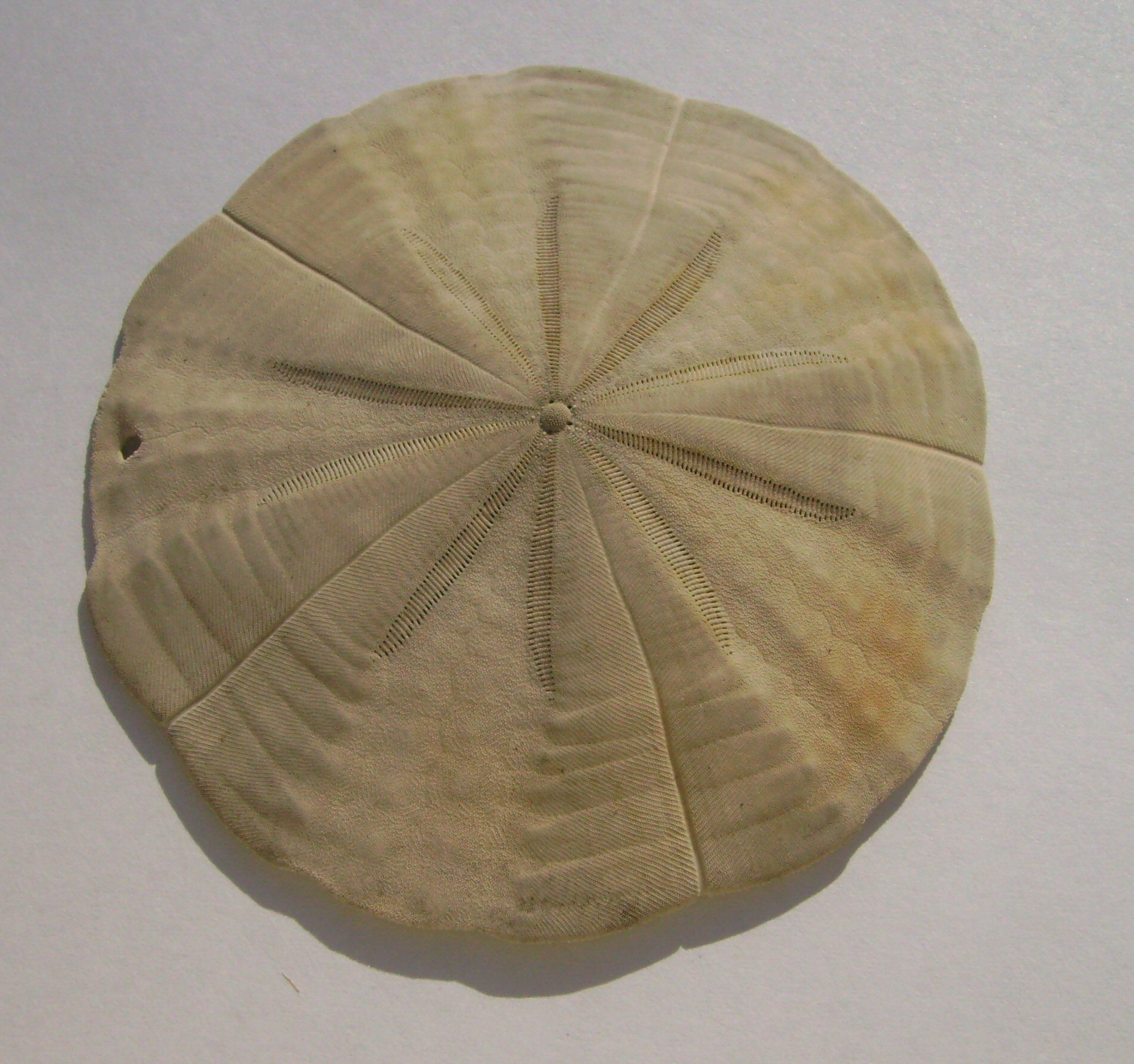
Test de Fellaster zelandiae
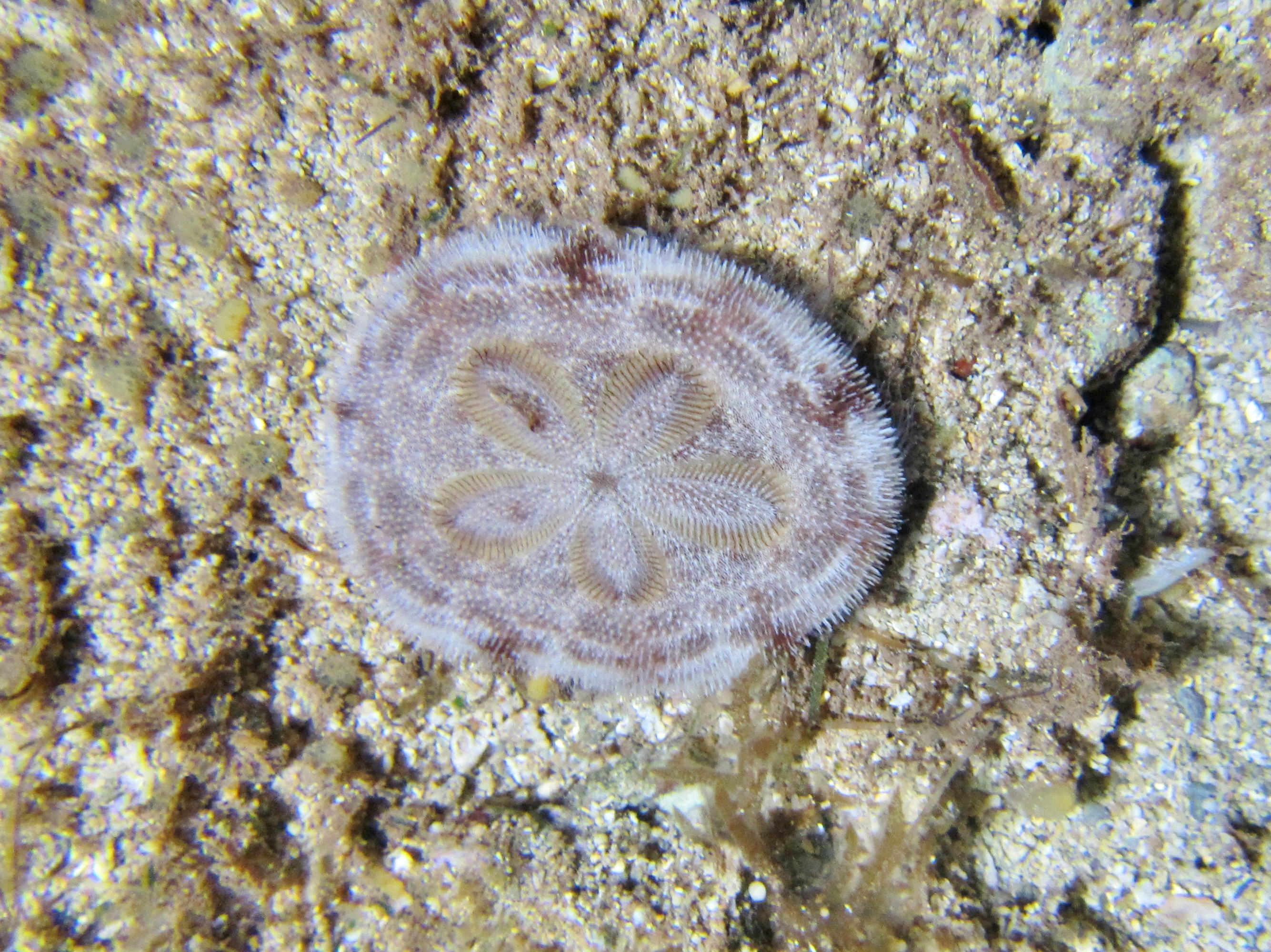
Clypeaster reticulatus
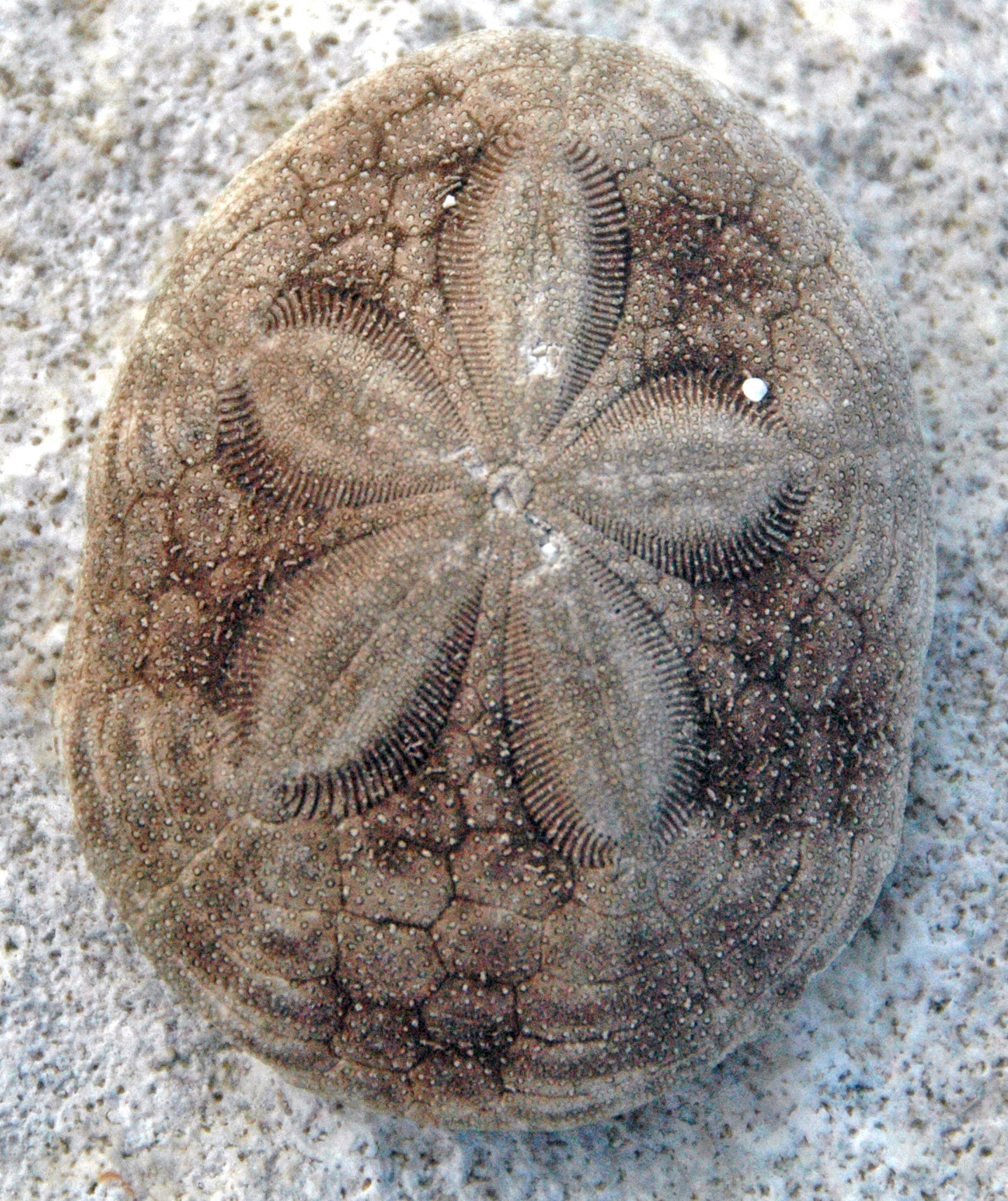
Test de Clypeaster rosaceus aux Bahamas.
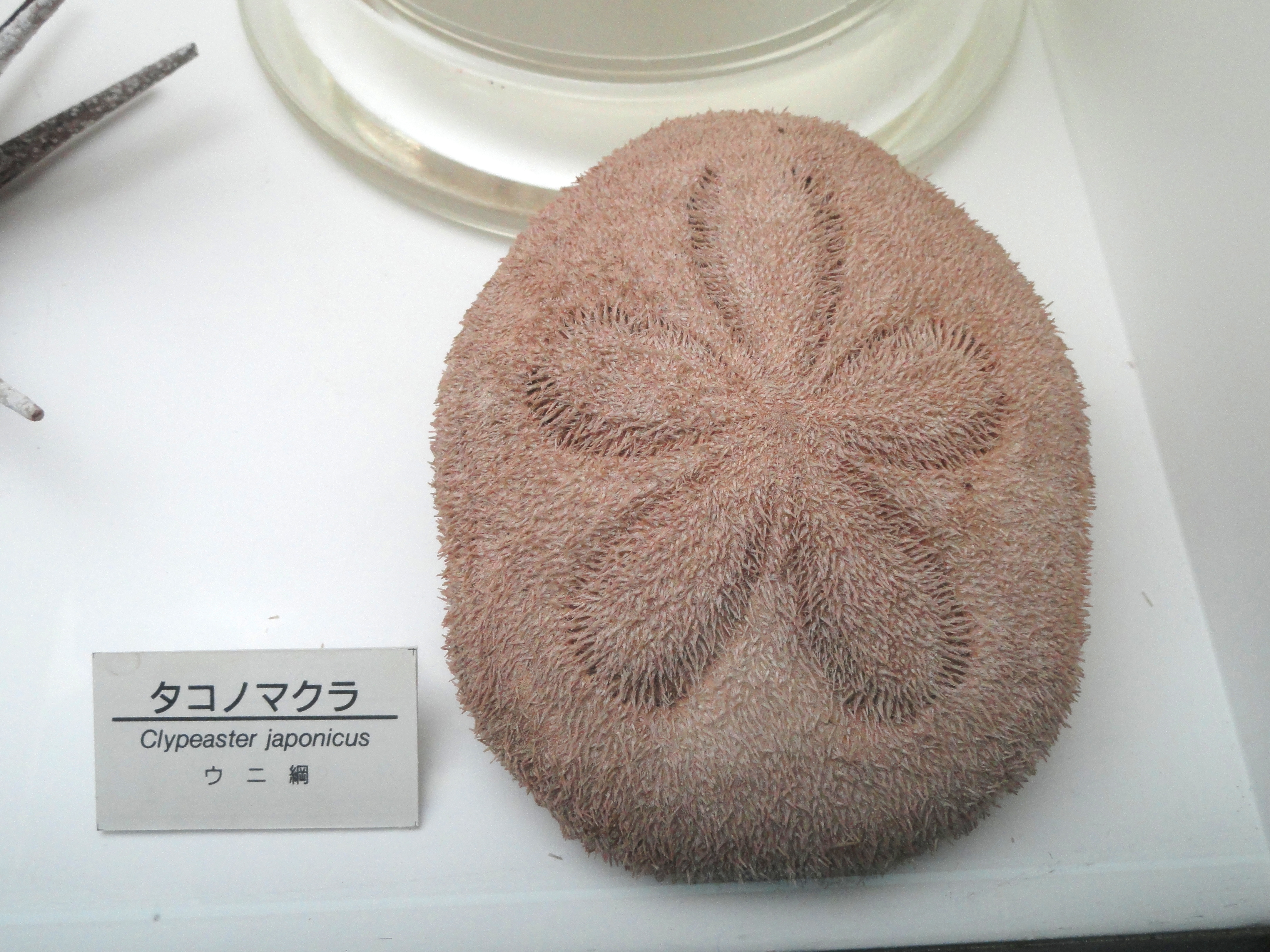
Test de Clypeaster japonicus

ITIS (16 octobre 2013) et NCBI (16 octobre 2013) ne reconnaissent que le genre Clypeaster (Lamarck, 1801).